# Carl Georg Barkhausen
Carl Georg Barkhausen (* 14. Februar 1848 in Bremen; † 5. November 1917 in Bremen) war deutscher Jurist, Rechtsanwalt und Bürgermeister in Bremen.

## Biografie
Barkhausen war ein Sohn des Bremer Arztes Georg Barkhausen. Er besuchte das Gymnasium und studierte Rechtswissenschaften an der Ruprecht-Karls-Universität Heidelberg, der Friedrich-Wilhelms-Universität Berlin, der Universität Leipzig und der Georg-August-Universität Göttingen. Während seiner Studienzeit in Heidelberg wurde Barkhausen Mitglied der Burschenschaft Frankonia Heidelberg. 1870 promovierte er in Leipzig zum Dr. jur. Barkhausen war in Bremen als Rechtsanwalt, seit 1876 auch als Regierungsanwalt tätig. 1875 wurde er Mitglied, später Vizepräsident der Bürgerschaft.
1879 wurde Barkhausen in den Bremer Senat gewählt. Sein Arbeitsgebiet waren Häfen, Schifffahrt und Verkehr, wo er sich besonders für den Ausbau der Häfen in Bremen und Bremerhaven einsetzte und die Entwicklung der Industrie an der Unterweser unterstützte. Als Senator eröffnete er 1896 mit seinem Amtskollegen Hermann Gröning sowie Direktor Hugo Schauinsland das Städtische Museum für Natur-, Völker- und Handelskunde, das heutige Überseemuseum.
Barkhausen war 1903–1907, 1910–1913 und 1916–1917 Bürgermeister sowie ab 1904 mit fünf Amtszeiten Präsident des Senats (1904, 1906, 1911, 1913, 1916). Von 1911 bis 1917 war er Präsident des Bürgerparkvereins.
Bestattet wurde Barkhausen am 6. Dezember 1917 auf dem Riensberger Friedhof.

### Ehrungen
- Benennung der Barkhausenstraße in der Bremer Neustadt
- Benennung der Barkhausenkaje in den Häfen
- Benennung der Barkhausenstraße in Bremerhaven